# Manuel Zehnder
Manuel Zehnder (* 24. Oktober 1999 in Aarau, Schweiz) ist ein Schweizer Handballspieler, der ebenfalls die deutsche Staatsbürgerschaft besitzt.

## Karriere

### Im Verein
Zehnder spielte seit der Jugend für den HSC Suhr Aarau und wurde dabei 3-mal Schweizer Meister in der Jugend. 2020 wurde er als «Bester Nachwuchs-Spieler U21» mit dem Swiss Handball Award ausgezeichnet. In der Saison 2021/22 spielte er mit Aarau im EHF European Cup und erzielte in vier Spielen 31 Tore. 2022 wechselte er zum deutschen Bundesligisten HC Erlangen. In der Saison 2023/24 war er für ein Jahr an den Erstligaaufsteiger ThSV Eisenach ausgeliehen. Mit 277 Toren, darunter 91 Siebenmetern, wurde er Torschützenkönig der Bundesliga-Saison 2023/24. Nach dem Ende dieser Spielzeit kündigte Zehnder seinen bis 2026 laufenden Vertrag in Erlangen. Beide Parteien standen sich im Juni 2024 in einem Eilverfahren vor dem Arbeitsgericht Nürnberg gegenüber. Dabei wies das Gericht den Antrag Zehnders ab. Auch die Berufung vor dem Landesarbeitsgericht Nürnberg wurde abgelehnt. Im August 2024 konnte er dennoch zum SC Magdeburg wechseln, wo er einen Zweijahresvertrag erhielt. Am 3. Januar 2025 verletzte sich Zehnder bei einem Länderspiel gegen Italien im Rahmen des Yellow Cups schwer, als er sich einen Kreuzband-, Innenband- und Meniskusriss im linken Knie zuzog. In der EHF Champions League 2024/25 gewann der SCM das Finale gegen die Füchse Berlin ohne Zehnder, der sich noch in der Rehabilitation befand.

### In Auswahlmannschaften
Sein erstes Spiel für die Schweizer Nationalmannschaft machte er 2021 gegen Montenegro. An der Europameisterschaft 2024 warf er 13 Tore in drei Spielen und belegte mit dem Team den 21. Rang.